# Krajowa Konferencja Dyrektorów Szkół
Krajowa Konferencja Dyrektorów Szkół (KKDS) - coroczna, ogólnopolska konferencja dyrektorów szkół, organizowana od wiosny 1999 przez Ministerstwo Edukacji Narodowej (MEN), miesięcznik kierowniczej kadry oświatowej "Dyrektor Szkoły" (DS), Ogólnopolskie Stowarzyszenie Kadry Kierowniczej Oświaty (OSKKO) oraz Ogólnopolskie Centrum Edukacji Niestacjonarnej (OCEN).

## Historia konferencji
- 1999: I KKDS w Warszawie; organizatorzy: MEN, redakcja "DS", OCEN
- 2000: II KKDS w Warszawie; organizatorzy: MEN, redakcja "DS", OCEN
- 2001: III KKDS w Krakowie; organizatorzy: MEN, redakcja "DS", Małopolskie Kuratorium Oświaty, Małopolski Instytut Samorządu Terytorialnego i Administracji, Vulcan Zarządzanie Oświatą
- 2002: IV KKDS we Wrocławiu; organizatorzy: MEN, redakcja "DS", Vulcan Zarządzanie Oświatą, Instytut Badań w Oświacie
- 2003: V KKDS w Poznaniu; organizatorzy: redakcja "DS", Wydział Oświaty Urzędu Miasta Poznania
- 2004: VI KKDS w Olsztynie; organizator: OSKKO
- 2005: VII KKDS w Toruniu; organizator: OSKKO
- 2006: VIII KKDS w Warszawie; organizator: redakcja "DS"
- 2008: IX KKDS w Warszawie; organizator: redakcja "DS"
- 2008: X KKDS w Warszawie; organizator: redakcja "DS"
- 2009: XI KKDS w Warszawie; organizator: redakcja "DS"